# Парк Городов-Героев
Парк Городов-Героев (с 2010 года до 31 мая 2024 года — Пулковский парк) — один из парков Санкт-Петербурга, находящийся в Московском районе южнее площади Победы между Пулковским и Московским шоссе (ранее этот район был известен как Средняя Рогатка). Парковый ансамбль по проекту А. Г. Лелякова был заложен в 1980 году и введен в эксплуатацию в 1989 году. Площадь парка составляет 39,7 га.
Парк находится недалеко от станций метро «Московская» и «Звёздная». В южной части парка расположен Среднерогатский пруд (5600 м²), ранее известный как Кикерикексен.

## Достопримечательности и объекты
С северо-восточной стороны пруда и на острове расположен храмовый комплекс, состоящий из трёх церквей:
- Церковь Святого Георгия Победоносца представляет собой шатровый храм, освященный 6 мая 1995 года. Отделочные работы завершены к началу 1996 года[3]. Храм возведен в честь подвига российских воинов в Великой Отечественной войне. В основании здания заложены капсулы с землей из городов-героев, а также из тех мест, где проходили главные сражения Великой Отечественной войны. Высота храма составляет 36 метров[4]. Объект стал первой православной церковью, построенной в Петербурге после распада СССР.
- Церковь Рождества Христова (1999) представляет собой белый крестово-купольный храм, выполненный в нео-русском стиле и имеет 17 синих куполов.
- Церковь преподобного Сергия Радонежского (2001) представляет собой белый крестово-купольный храм, с тремя зелеными куполами (основной, над колокольней и над притвором). Церковь возведена по проекту швейцарского архитектора Юстуса Дахиндена на Сергиевом острове[5] Среднерогатского пруда. Остров соединен мостом с церковью Георгия Победоносца. Также на острове расположена Часовня Царственных Мучеников.

В северной части парка со стороны площади Победы сохранились мемориальные долговременные огневые точки (ДОТы) времён Великой Отечественной войны 1941—1945 (Оборонительный рубеж «Ижора»). Согласно памятной записи здесь занимали оборону пулемётно-артиллерийские подразделения 79 укрепленного района и части истребительно-противотанковой артиллерии 42-й армии.

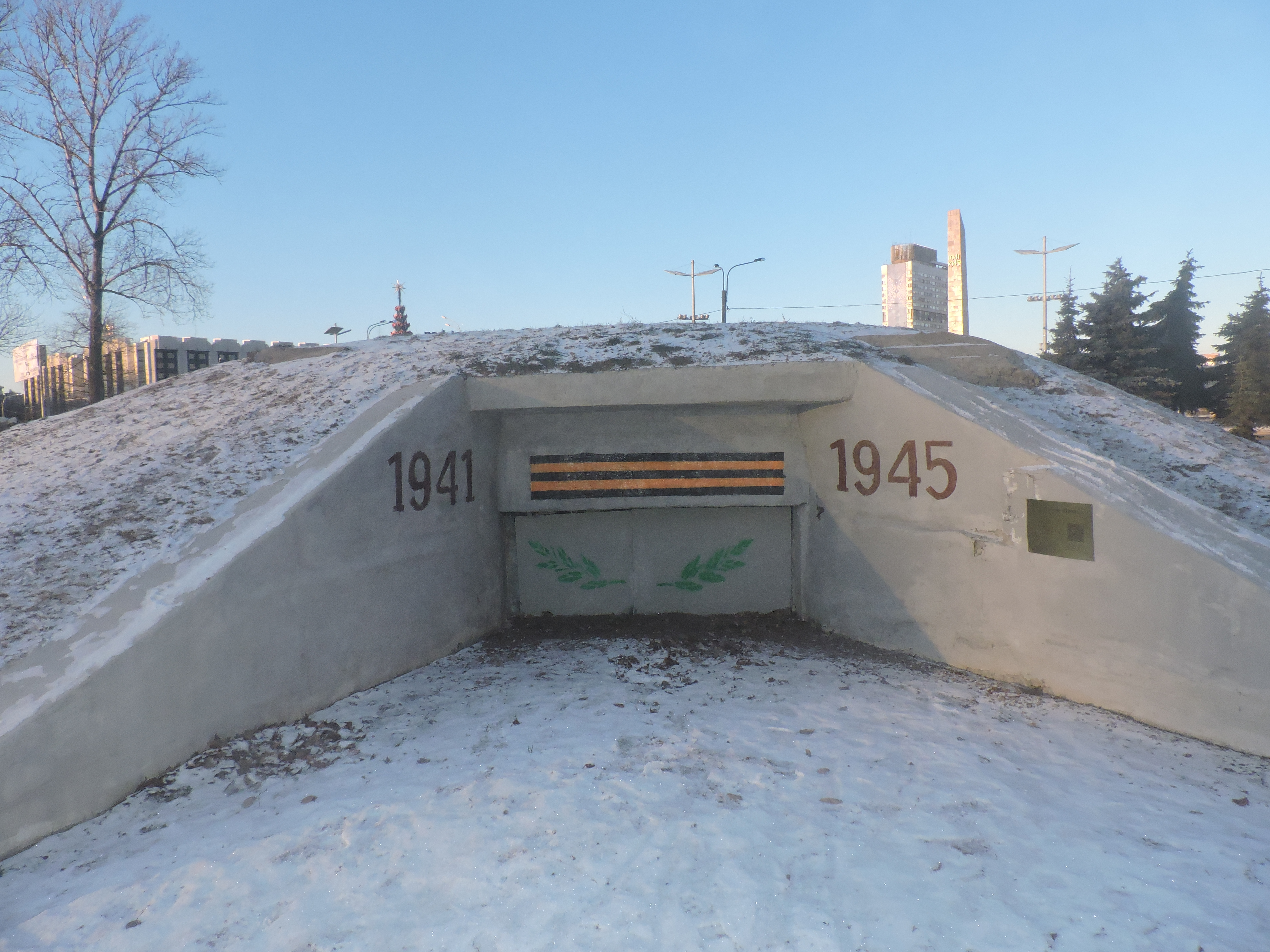
ДОТ рубежа «Ижора» в парке (на площади Победы)

В парке находится так называемая «Аллея бизнеса» — ряд деревьев, снабжённых мемориальными знаками о посадке.
Территория, примыкающая к южной части парка, к 2020 году застроена несколькими жилыми и коммерческими комплексами.
В 2020 году проводится масштабная реконструкция всего парка общей стоимостью 200 миллионов рублей.

## Среднерогатский дворец

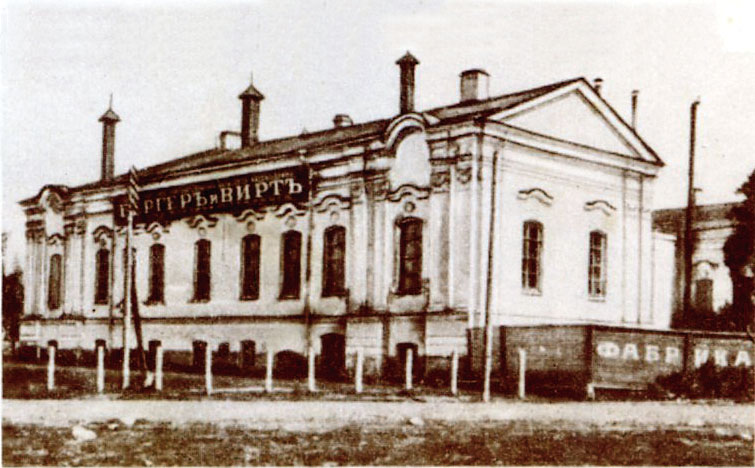
Среднерогатский дворец, состояние в начале XX в.

- Среднерогатский дворец — при строительстве мемориала «Героическим защитникам Ленинграда» на площади дворец не вписался в проект. Он стоял обращённым главным фасадом к Московскому шоссе, а к парадной площади оказывался торцом. Было решено разобрать дворец и собрать его заново, изменив расположение. Дворец был обмерен, элементы декора демонтировны и сохранены. В 1971 году дворец был разобран, но восстановление так и не состоялось[8]. Резные капители с фасада дворца экспонировались на выставке «Архитектура Петербурга 1703—1917 гг.» в музее истории города. В 1972 году территория дворца стала частью Пулковского парка.